# Білашів (Острозька міська громада)
Білаші́в — село в Україні, в Острозькому районі Рівненської області. Населення становить 454 осіб. Колишній центр сільської ради.
На території села є школа.

## Географія
Село розташоване на лівому березі річки Безіменної.

## Історія
Вперше згадується як маєток князя Юрія Васильовича Заславського в 1466 році, коли він продав Білашів Семенові Олізаровичу. Наступна згадка про село датується 1512 роком як це видно з запису того ж князя Юрія Васильовича Заславського, коли він відписав Білашів Дерманському монастирю. Потім село переходить до князів Острозьких, Ходкевичів, Олізарів.
В кінці 19 століття в селі 78 домів і 627 жителів. Церква святої Трійці 1767 року.
У 1906 році село Хорівської волості Острозького повіту Волинської губернії. Відстань від повітового міста 8 верст, від волості 10. Дворів 63, мешканців 374.
У 1911 році належало Стецькому — 800 десятин. Була школа і водяний млин.
У 1603 р., наприкінці життя В.-К. Острозького, відбувся поділ його володінь, точніше Острозької волості, між його синами, Янушем та Олександром. Був складений відповідний акт поділу, який дійшов до нашого часу . Зокрема, у цьому акті виділяються «маетности духовные, до епископии, до монастыров, до шпиталовъ, так же и инших духовенствъ, до Острога належачих». Серед них - половина Малого Мізоча, Белажов (Білашів), Монастирець, Жовковиця. Окремі церковні приходи теж володіли церквами. До того ж, судячи з документа, у ньому не описані всі церковні володіння, оскільки деякі «духовные не показали права достаточного» .
На жаль. в історії села є дуже сумні сторінки, у 2012 році в сім'ї Поліщуків під час пожежі загиув дворічний малюк .
Увечері 16 березня 2014року за 7 км від села розбився «Фіат Скудо». Ударився у фуру ДАФ, що перевозила добрива. У салоні легковика загинули всі: водій 24-річний Євген Стецюк і пасажири 23-річні Юрій Парфенюк, Олександр Шпак із братом Михайлом, 16 років. Перші троє були однокласниками.
ВІЧНА ПАМ'ЯТЬ!

## Церква
Церква в Білашеві існувала з давніх часів. Здебільшого це були невеликі дерев'яні храми, що з часом приходили в непридатність і замість них зводилися нові. Велика церква була побудована в 1767 році на кошти парафіян.
Будинок священника і господарські будівлі були в Точивиках. Серед перших настоятелів цього храму Святої Трійці Григорій Яроцький та його син Митрофан, які правили службу Божу по 1828 рік. З 1828 по 1831 роки приходом опікувався точивицький священник Іван Трушкевич. У 1831 році до Білашівського приходу були приєднані Грозівський і Точивицький. Тоді Іван Трушкевич став іменуватися священником Білашівського приходу. Після цього настоятелями храму були Володимир Сингалевич та
Леонтій Кривицький, який, зокрема, опублікував кілька богословських праць.
Ці дані взяті з книги «Историко-статистическое описание церквей и приходов Волынской епархии», написаної викладачем Волинської духовної семінарії Миколою Теодоровичем і виданої друкарнею Почаївсько-Успенської Лаври в 1899 році.
Будинок нинішньої церкви Святої Трійці у Білашеві, за переказами старожилів, побудований у 1912 році. Ця споруда — єдина, що не постраждала під час спалення села нацистами у жовтні 1943 року, настоятелем у ті роки був Боброницький Володимир.
Від пожежі церкву врятувала дівоча ікона Божої Матері. На той час старостою був Сільвестр Грищук. Одної ночі йому наснився сон, що потрібно взяти дівочу ікону Божої Матері та винести її на поріг церкви. Почувши про те, що німці палять село він відчинив церкву і виніс дівочу ікону Божої Матері на сходи з надією на те, що саме вона врятує Храм Божий. Німці підійшли до церкви побачили ікону та страх перед великим гріхом не дозволив спалити церкви саме тому церква у селі уціліла.
Після війни на прихід до нашого храму прийшов священник Шевчук Іван, який пробув не довго. У 50 роках священником став отець Леонід (прізвище якого жителі села не пам'ятають). Отець Леонід прослужив у нашому храмі до 20 років. Кінець 70-х початок 80-х років священником був Коваль Петро. У 1988 році на прихід був присланий молодий священник Логвинчук Борис, який прослужив храмі та прожив у нашому селі 15 років. З 2004 року і досі настоятелем церкви Святої Трійці у селі Білашів є Понорчук Валерій.

## Школа
У статусі — НВК "Білашівська ЗОШ І-ІІІст.- дитячий садок"заклад функціонує з квітня 2011 р., з 2003 по квітень 2011 року — це загальноосвітня школа І-ІІІ ступенів, а до цього — ЗОШ І-ІІ
ст., восьмирічна, семирічна школа. У 2011 році навчальному закладу виповнюється
100 років. У 1979 році було зроблено добудову приміщення школи, побудовано
спортивний зал, їдальню, столярну і слюсарну майстерні. 
Навчально-виховний процес забезпечує 23 педагоги, всі мають вищу педагогічну освіту. За кваліфікаційною категорією: вища — 8, перша — 4, друга — 5. 5 вчителів мають
звання «Старший вчитель» і 2 — «Вчитель-методист».
Педагогічний колектив школи спрямовує свою діяльність на забезпечення виконання навчальних програм та належного рівня організації навчально-виховного процесу, забезпечення можливостей належного духовного самовдосконалення особистості, формування інтелектуального та культурного потенціалу як найвищої цінності нації.
Учні школи також є призерами районних конкурсів, змагань та учасниками обласних. 

## Відомі люди
Досить важливими постатями в історії села Білашів є:
- Галюк Назар Назарович(Голова колгоспу);
- Харченко Олексій Федорович(Один із директорів школи);
- Харченко Тетяна Радіонівна(Директор школи, при якій будувалась восьмирічка);
- Поліщук Анатолій Зотович(Голова Білашівської сільської ради, обиравсь двічі);
- Іванова Раїса Петрівна(Завідувачка дитячим садком 1985—1995 рр.)
- Шевчук Микола Миколайович(голова сільської ради, обиравсь двічі);
- Кучерук Володимир Петрович(Поет, член спілки журналістів України);
- Защик Ганна Іллівна(директор школи 1993—2015 рр.);
- Шинкарук Ганна Степанівна(Секретар Білашівської сільської ради);
- Мудрик Ольга Григорівна(Секретар Білашівської сільської ради);
- Колесник Валентина Михайлівна(Завідувач Білашівським ФАП 1982—2008 рр.).

## Долі, обпалені війною 1939—1945
Іванов Антон Петрович (1918 - 2006)
- Народився в с. Попівці Острозького повіту Волинської губернії
- Воював на Калінінському та Північному фронті.
- Брав участь у визволенні Ленінграду.
- Нагороджений медалями: «За оборону Ленинграда», «За бойові заслуги», «За Перемогу над Німеччиною», «20 років Перемоги у Великій Вітчизняній війні», «30 років Перемоги у Великій Вітчизняній війні», «60 років Збройним Силам СРСР».

Подорожній Василь Іванович (1924 - 2000)
- Народився в с. Білашів Острозького району, Рівненської області.
- Воював у складі ІІ та IV Українських фронтів.
- Брав участь у визволенні Чехословаччини, Румунії, Угорщини та в боях за Берлін.
- Нагороджений медалями: «За відвагу», «За Перемогу над Німеччиною», «30 років Перемоги у Великій Вітчизняній війні», «50 років Збройним Силам СРСР», «60 років Збройним Силам СРСР».

Савчук Купріян Вікентійович (1910 - 1999)
- Народився в с. Білашів, Острозького району, Рівненської області.
- Воював у складі 2-го Білоруського фронту, в 1122 полку.
- Брав участь у бою за місто Мінськ.
- Нагороджений медалями: «За відвагу», «За взяття Кенігсберга», «За Перемогу над Німеччиною».

Смольников  Генадій Федорович (1926 - 1994)
- Народився в с. Білашів, Острозького району, Рівненської області.
- Брав участь у боях з Японією.
- Нагороджений медалями: «За бойові заслуги», «За перемогу над Японією».

Інформація надана НВК «Білашівська ЗОШ І-ІІІ ст.-дитячий садок», Сільською радою, бібліотекарем Катериною Тимощук.

## Фотогалерея

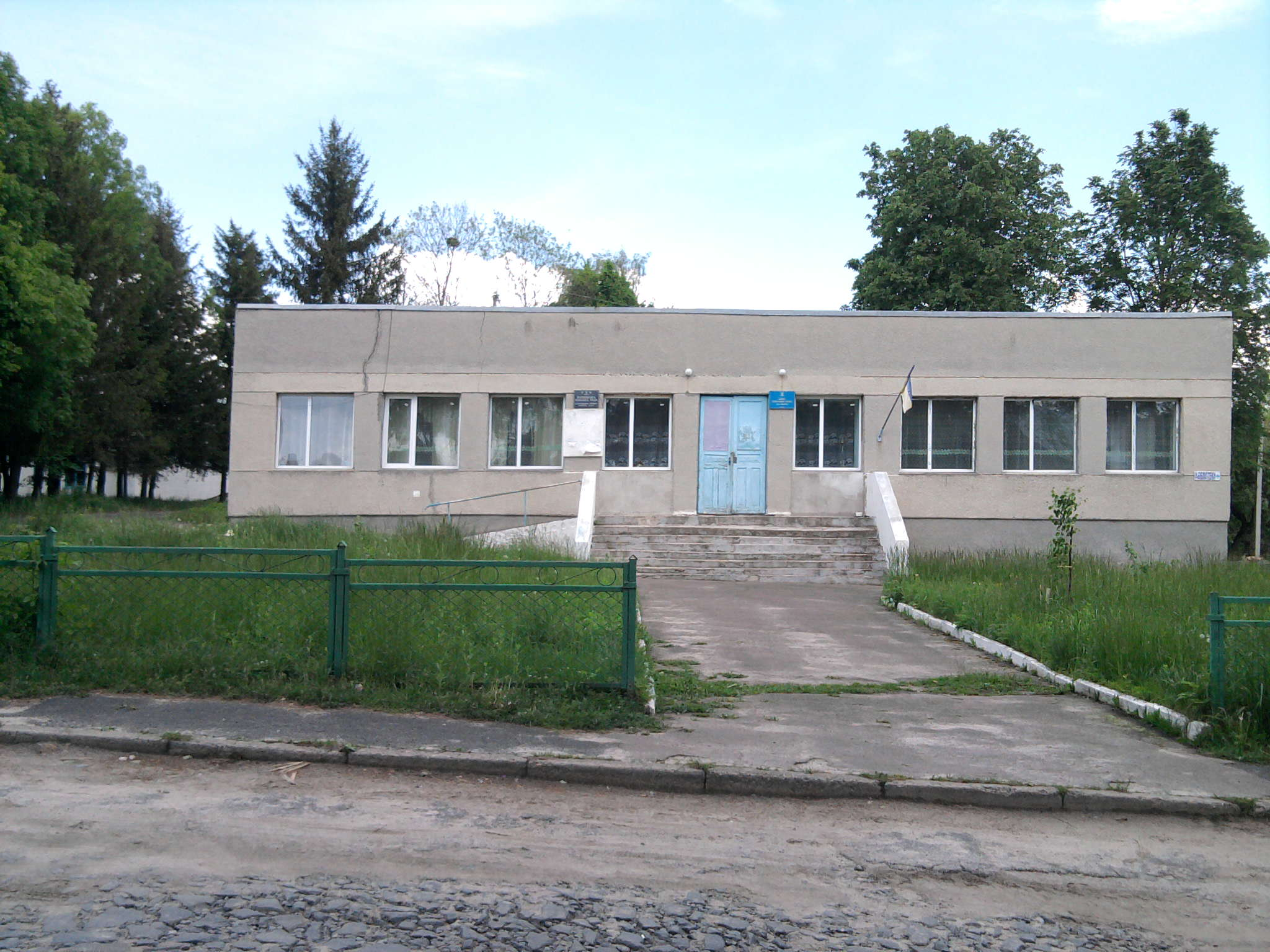
Сільська Рада
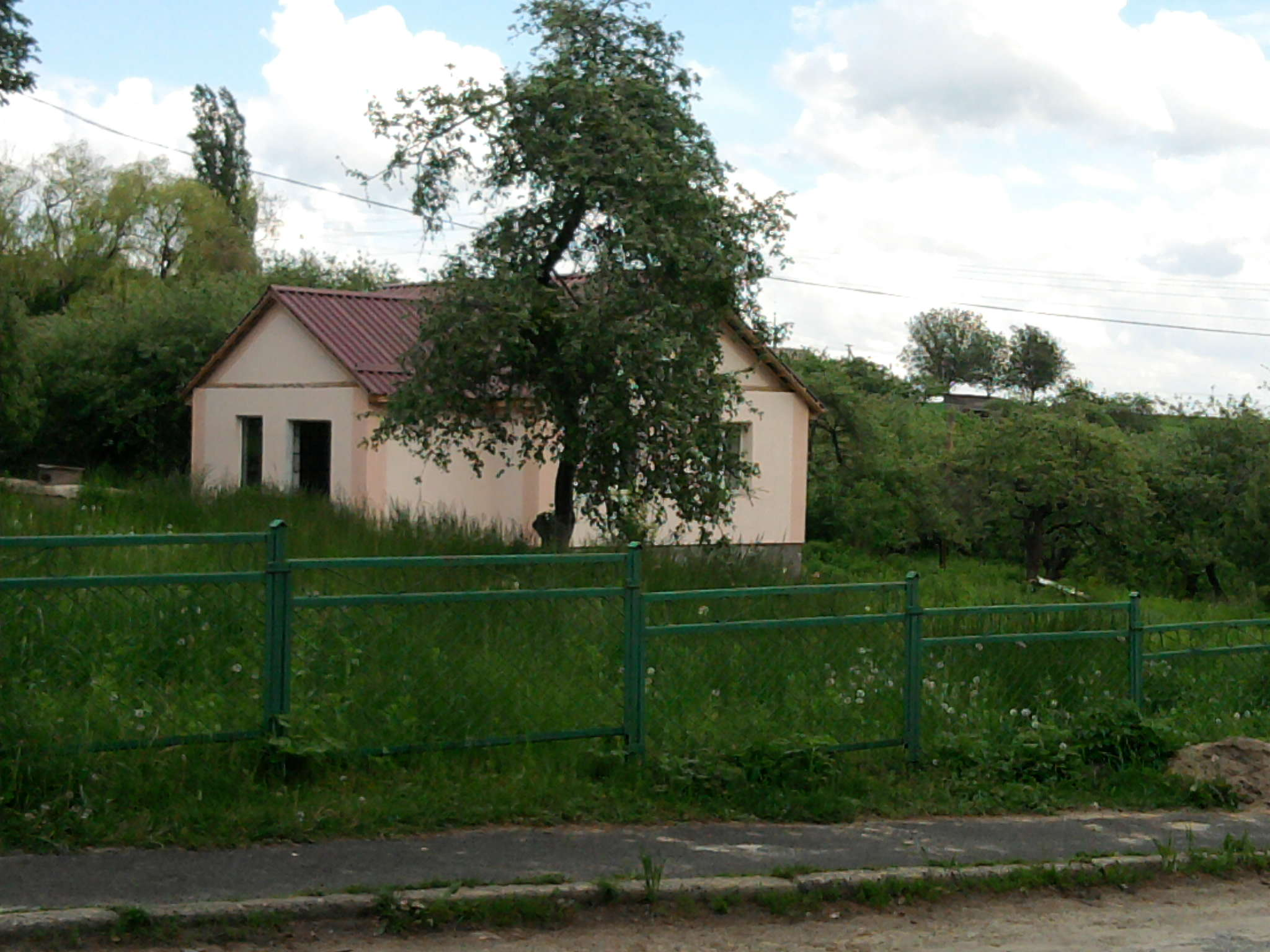
ФАП
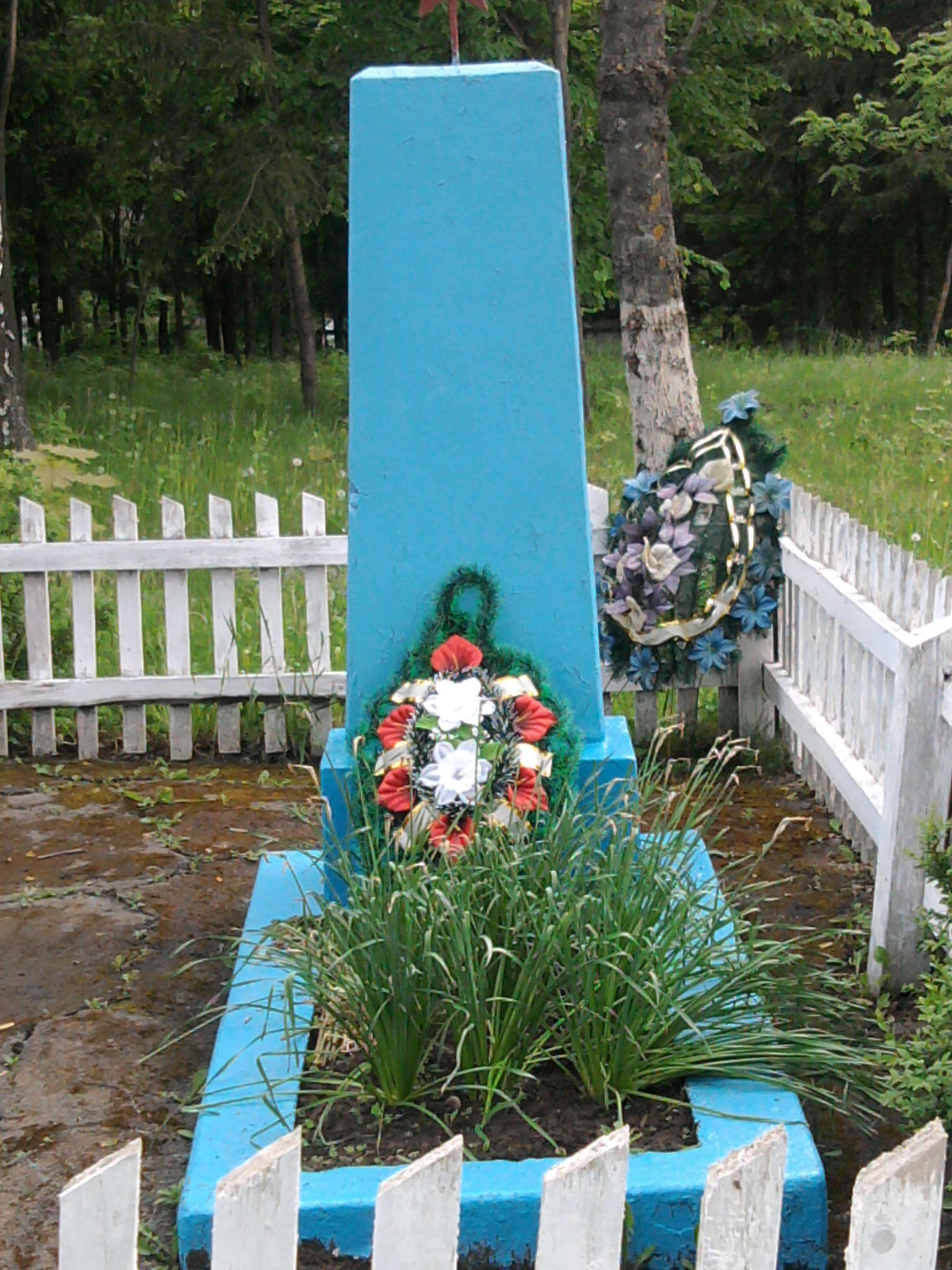
Могила невідомого солдата
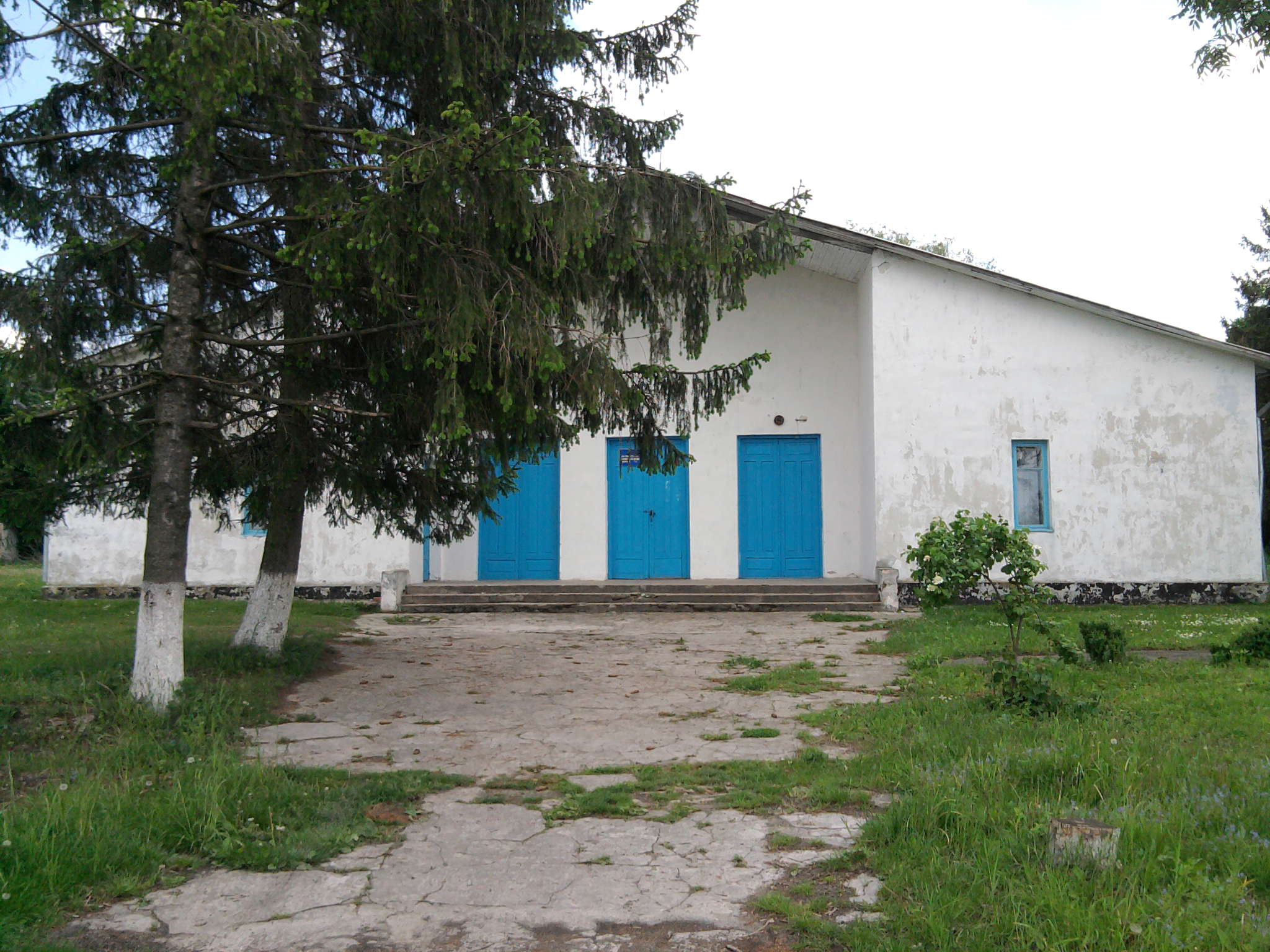
Будинок культури
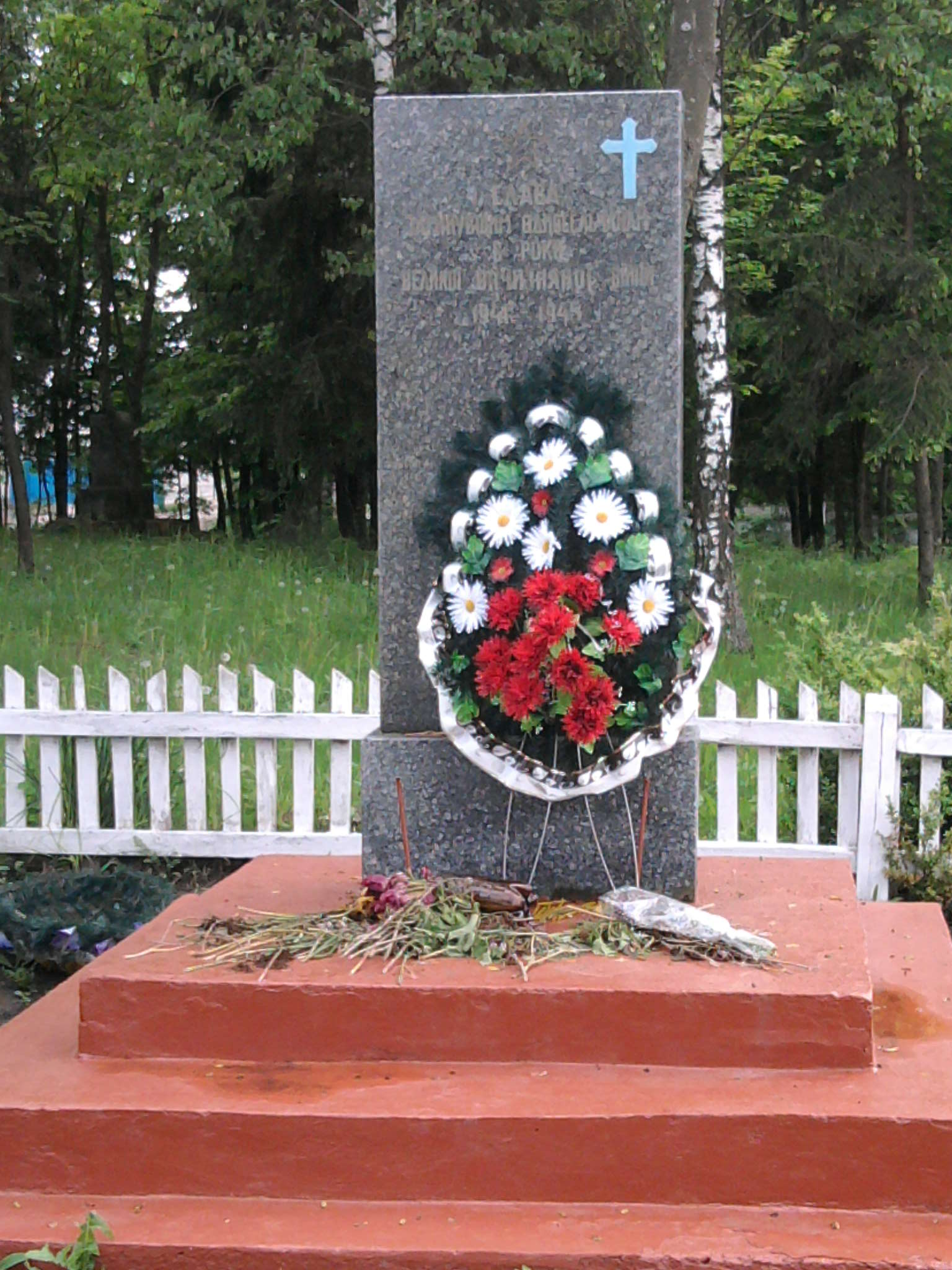
Обеліск